# Giro dei Paesi Baschi 2019
Il Giro dei Paesi Baschi 2019, cinquantanovesima edizione della corsa e valida come quindicesima prova dell'UCI World Tour 2019 categoria 2.UWT, si svolse in sei tappe dall'8 al 13 aprile 2019 su un percorso di 783,7 km, con partenza da Zumarraga e arrivo a Eibar, in Spagna. La vittoria fu appannaggio dello spagnolo Ion Izagirre, il quale completò il percorso in 19h24'09", precedendo l'irlandese Daniel Martin e il tedesco Emanuel Buchmann.
Sul traguardo di Eibar 96 ciclisti, su 161 partiti da Zumarraga, portarono a termine la competizione.

## Tappe
| Tappa  | Data      | Percorso                                  | km    | Vincitore di tappa    | Leader cl. generale   |
| ------ | --------- | ----------------------------------------- | ----- | --------------------- | --------------------- |
| 1ª     | 8 aprile  | Zumarraga > Zumarraga (cron. individuale) | 11,2  | Maximilian Schachmann | Maximilian Schachmann |
| 2ª     | 9 aprile  | Zumarraga > Gorraiz                       | 149,5 | Julian Alaphilippe    | Maximilian Schachmann |
| 3ª     | 10 aprile | Sarriguren > Estíbaliz                    | 191,4 | Maximilian Schachmann | Maximilian Schachmann |
| 4ª     | 11 aprile | Vitoria-Gasteiz > Arrigorriaga            | 163,6 | Maximilian Schachmann | Maximilian Schachmann |
| 5ª     | 12 aprile | Arrigorriaga > Arrate                     | 149,8 | Emanuel Buchmann      | Emanuel Buchmann      |
| 6ª     | 13 aprile | Eibar > Eibar                             | 118,2 | Adam Yates            | Ion Izagirre          |
| Totale | Totale    | Totale                                    | 783,7 |                       |                       |

## Squadre e corridori partecipanti
| N.      | Cod. | Squadra               |
| ------- | ---- | --------------------- |
| 1-7     | MOV  | Movistar Team         |
| 11-17   | TBM  | Bahrain-Merida        |
| 21-27   | BOH  | Bora-Hansgrohe        |
| 31-37   | AST  | Astana Pro Team       |
| 41-47   | DQT  | Deceuninck-Quick-Step |
| 51-57   | ALM  | AG2R La Mondiale      |
| 61-67   | LTS  | Lotto Soudal          |
| 71-77   | TKA  | Team Katusha Alpecin  |
| 81-87   | SKY  | Team Sky              |
| 91-97   | MTS  | Mitchelton-Scott      |
| 101-107 | UAD  | UAE Team Emirates     |
| 111-117 | EF1  | EF Education First    |

| N.      | Cod. | Squadra                       |
| ------- | ---- | ----------------------------- |
| 121-127 | CPT  | CCC Team                      |
| 131-137 | TDD  | Team Dimension Data           |
| 141-147 | GFC  | Groupama-FDJ                  |
| 151-157 | SUN  | Team Sunweb                   |
| 161-167 | TJV  | Team Jumbo-Visma              |
| 171-177 | TFS  | Trek-Segafredo                |
| 181-187 | COF  | Cofidis, Solutions Crédits    |
| 191-197 | EUS  | Euskadi Basque Country-Murias |
| 201-207 | CJR  | Caja Rural-Seguros RGA        |
| 211-217 | MZN  | Manzana Postobón Team         |
| 221-227 | BBH  | Burgos-BH                     |

## Dettagli delle tappe

### 1ª tappa
- 8 aprile: Zumarraga > Zumarraga – Cronometro individuale – 11,2 km

Risultati
| Pos. | Corridore          | Squadra     | Tempo  |
| ---- | ------------------ | ----------- | ------ |
| 1    | M. Schachmann      | Bora        | 17'10" |
| 2    | Daniel Martínez    | Educ. First | a 9"   |
| 3    | Michał Kwiatkowski | Sky         | a 10"  |

| Pos. | Corridore          | Squadra     | Tempo  |
| ---- | ------------------ | ----------- | ------ |
| 1    | M. Schachmann      | Bora        | 17'10" |
| 2    | Daniel Martínez    | Educ. First | a 9"   |
| 3    | Michał Kwiatkowski | Sky         | a 10"  |

### 2ª tappa
- 9 aprile: Zumarraga > Gorraiz – 149,5 km

Risultati
| Pos. | Corridore          | Squadra    | Tempo    |
| ---- | ------------------ | ---------- | -------- |
| 1    | Julian Alaphilippe | Deceuninck | 3h29'37" |
| 2    | Bjorg Lambrecht    | Lotto      | a 1"     |
| 3    | Michał Kwiatkowski | Sky        | s.t.     |

| Pos. | Corridore          | Squadra    | Tempo    |
| ---- | ------------------ | ---------- | -------- |
| 1    | Max. Schachmann    | Bora       | 3h46'44" |
| 2    | Julian Alaphilippe | Deceuninck | a 5"     |
| 3    | Michał Kwiatkowski | Sky        | a 10"    |

### 3ª tappa
- 10 aprile: Sarriguren > Estíbaliz – 191,4 km

Risultati
| Pos. | Corridore        | Squadra | Tempo    |
| ---- | ---------------- | ------- | -------- |
| 1    | Max. Schachmann  | Bora    | 4h47'57" |
| 2    | Diego Ulissi     | UAE     | s.t.     |
| 3    | Enrico Battaglin | Katusha | s.t.     |

| Pos. | Corridore       | Squadra | Tempo    |
| ---- | --------------- | ------- | -------- |
| 1    | Max. Schachmann | Bora    | 8h34'31" |
| 2    | Ion Izagirre    | Astana  | a 33"    |
| 3    | Patrick Konrad  | Bora    | s.t.     |

### 4ª tappa
- 11 aprile: Vitoria-Gasteiz > Arrigorriaga – 163,6 km

Risultati
| Pos. | Corridore       | Squadra | Tempo    |
| ---- | --------------- | ------- | -------- |
| 1    | Max. Schachmann | Bora    | 4h03'55" |
| 2    | Tadej Pogačar   | UAE     | s.t.     |
| 3    | Jakob Fuglsang  | Astana  | a 1"     |

| Pos. | Corridore       | Squadra | Tempo     |
| ---- | --------------- | ------- | --------- |
| 1    | Max. Schachmann | Bora    | 12h38'16" |
| 2    | Patrick Konrad  | Bora    | a 51"     |
| 3    | Ion Izagirre    | Astana  | a 52"     |

### 5ª tappa
- 12 aprile: Arrigorriaga > Arrate – 149,8 km

Risultati
| Pos. | Corridore        | Squadra    | Tempo    |
| ---- | ---------------- | ---------- | -------- |
| 1    | Emanuel Buchmann | Bora       | 3h44'14" |
| 2    | Ion Izagirre     | Astana     | a 1'08"  |
| 3    | Adam Yates       | Mitchelton | s.t.     |

| Pos. | Corridore        | Squadra | Tempo     |
| ---- | ---------------- | ------- | --------- |
| 1    | Emanuel Buchmann | Bora    | 16h23'30" |
| 2    | Ion Izagirre     | Astana  | a 54"     |
| 3    | Max. Schachmann  | Bora    | a 1'04"   |

### 6ª tappa
- 13 aprile: Eibar > Eibar – 118,2 km

Risultati
| Pos. | Corridore      | Squadra    | Tempo    |
| ---- | -------------- | ---------- | -------- |
| 1    | Adam Yates     | Mitchelton | 2h59'46" |
| 2    | Daniel Martin  | UAE        | a 1"     |
| 3    | Jakob Fuglsang | Astana     | s.t.     |

| Pos. | Corridore        | Squadra | Tempo     |
| ---- | ---------------- | ------- | --------- |
| 1    | Ion Izagirre     | Astana  | 19h24'09" |
| 2    | Daniel Martin    | UAE     | a 29"     |
| 3    | Emanuel Buchmann | Bora    | a 31"     |

## Evoluzione delle classifiche
| Tappa              | Vincitore             | Classifica generale Maglia gialla | Classifica a punti Maglia verde | Classifica scalatori Maglia a pois | Classifica giovani Maglia blu |
| ------------------ | --------------------- | --------------------------------- | ------------------------------- | ---------------------------------- | ----------------------------- |
| 1ª                 | Maximilian Schachmann | Maximilian Schachmann             | Maximilian Schachmann           | Daniel Martínez                    | Maximilian Schachmann         |
| 2ª                 | Julian Alaphilippe    | Maximilian Schachmann             | Maximilian Schachmann           | Garikoitz Bravo                    | Maximilian Schachmann         |
| 3ª                 | Maximilian Schachmann | Maximilian Schachmann             | Maximilian Schachmann           | Garikoitz Bravo                    | Maximilian Schachmann         |
| 4ª                 | Maximilian Schachmann | Maximilian Schachmann             | Maximilian Schachmann           | Garikoitz Bravo                    | Maximilian Schachmann         |
| 5ª                 | Emanuel Buchmann      | Emanuel Buchmann                  | Maximilian Schachmann           | Alessandro De Marchi               | Maximilian Schachmann         |
| 6ª                 | Adam Yates            | Ion Izagirre                      | Maximilian Schachmann           | Adam Yates                         | Tadej Pogačar                 |
| Classifiche finali | Classifiche finali    | Ion Izagirre                      | Maximilian Schachmann           | Adam Yates                         | Tadej Pogačar                 |

Maglie indossate da altri ciclisti in caso di due o più maglie vinte
- Nella 2ª tappa Michał Kwiatkowski ha indossato la maglia verde al posto di Maximilian Schachmann e Enric Mas ha indossato quella blu al posto di Maximilian Schachmann.
- Nella 3ª e 4ª tappa Julian Alaphilippe ha indossato la maglia verde al posto di Maximilian Schachmann.
- Dalla 3ª alla 6ª tappa Daniel Martínez ha indossato la maglia blu al posto di Maximilian Schachmann.
- Nella 5ª tappa Ion Izagirre ha indossato la maglia verde al posto di Maximilian Schachmann.

## Classifiche finali

### Classifica generale - Maglia gialla
| Pos. | Corridore        | Squadra    | Tempo     |
| ---- | ---------------- | ---------- | --------- |
| 1    | Ion Izagirre     | Astana     | 19h24'09" |
| 2    | Daniel Martin    | UAE        | a 29"     |
| 3    | Emanuel Buchmann | Bora       | a 31"     |
| 4    | Jakob Fuglsang   | Astana     | a 36"     |
| 5    | Adam Yates       | Mitchelton | a 51"     |
| 6    | Tadej Pogačar    | UAE        | a 1'36"   |
| 7    | Mikel Landa      | Movistar   | a 2'56"   |
| 8    | Mikel Nieve      | Mitchelton | a 3'13"   |
| 9    | Patrick Konrad   | Bora       | a 3'29"   |
| 10   | M. Schachmann    | Bora       | a 3'44"   |

### Classifica a punti - Maglia verde
| Pos. | Corridore      | Squadra    | Punti |
| ---- | -------------- | ---------- | ----- |
| 1    | M. Schachmann  | Bora       | 96    |
| 2    | Adam Yates     | Mitchelton | 78    |
| 3    | Ion Izagirre   | Astana     | 76    |
| 4    | Tadej Pogačar  | UAE        | 54    |
| 5    | Jakob Fuglsang | Astana     | 50    |

### Classifica scalatori - Maglia a pois
| Pos. | Corridore            | Squadra    | Punti |
| ---- | -------------------- | ---------- | ----- |
| 1    | Adam Yates           | Mitchelton | 34    |
| 2    | Alessandro De Marchi | CCC        | 30    |
| 3    | Ion Izagirre         | Astana     | 29    |
| 4    | Jakob Fuglsang       | Astana     | 24    |
| 5    | Emanuel Buchmann     | Bora       | 15    |

### Classifica giovani - Maglia blu
| Pos. | Corridore      | Squadra     | Punti     |
| ---- | -------------- | ----------- | --------- |
| 1    | Tadej Pogačar  | UAE         | 19h25'45" |
| 2    | M. Schachmann  | Bora        | a 2'08"   |
| 3    | Enric Mas      | Deceuninck  | a 2'39"   |
| 4    | Hugh Carthy    | Educ. First | a 3'49"   |
| 5    | Lucas Hamilton | Mitchelton  | a 5'07"   |